# 陳法蓉
陳法蓉（英語：Monica Chan Fat Yung，1966年10月28日—）出生於香港，香港資深女藝人，1989年度香港小姐競選冠軍及國際華裔小姐競選亞軍。其「Monica」一名取自於她在加拿大讀中學期間看印度電影，戲中的女主角名稱正是「Monica」。而她最初的洋名為「Mimi」。

## 背景
陳法蓉在香港出生，有一兄二妹，早年在觀塘生活，小學五六年級移居九龍廣播道。自小已在屋苑內認識周潤發、何守信、梁韻蕊、劉丹一家等名人。她的生母在她8歲時因癌症離世，二房母親亦於2010年代逝世。陳法蓉小學階段讀上午校（香港培道小學），曾入讀香港培道中學的中一及中二年級。在15歳那年因移民潮到加拿大多倫多升讀中學，大學時就讀多倫多大學和夏威夷大學。期間每年都憑優異成績而獲得獎學金且不用交學費。她在外生活之際曾經當兼職模特兒。本來打算修讀時裝設計，卻在父親反對下修讀酒店管理。後來因為覺得這個學科沉悶，便轉讀時裝布料設計。最終她在夏威夷大學取得時裝布料設計與採購學士學位；大學實習在國際名牌香奈兒的零售店完成。
回到香港後，陳法蓉由昔日住所樓下小飯店東主的女兒提名，參選香港小姐競選，並獲得冠軍，繼而獲無綫電視簽為藝人。然而當時未曾演過戲的她十分抗拒拍戲，直至參演張學友音樂特輯「我在柏斯的日子」後愛上演戲。1990年代初成為無綫電視花旦。從演以來拍攝過多部重頭劇，首部電視劇為《人在邊缘》，獲得一致好評。其後順利獲得拍攝電影的機會，在1990年經典電影《賭俠》中飾演女主角「龍九」令觀眾有深刻印象。在1990年代中，陳法蓉多花時間於拍拖方面而減少接拍電視劇集，轉而參與更多如《K-100》和旅遊節目的主持工作，1999年拍畢《生命有TAKE2》後離開無綫。此後因香港演員受歡迎的熱潮而曾獲邀為亞洲電視、台灣、新加坡以及中國大陸的製作單位拍攝作品。
她近年多往中國大陸發展，2009年在中國大陸拍劇其間基於生活作息出現問題，患上嚴重的胃液倒流而停止拍劇，只拍廣告、商業演出及專注於慧妍雅集的工作。經治癒及長期休息後於2013年被童年鄰居劉愷威邀請復出拍劇及電影，復出第一部作品是中國大陸劇《微時代》。另外，她一直都有參與慧妍雅集慈善活動，更三度成為慧妍雅集會長（1997至1998年；2014年至2016年）。此外，亦喜歡潛水，更在2002年成為首個女藝人擁有教導傷殘人士潛水的潛水教練資格。2016年4月，陳法蓉相隔15年後再為無綫電視拍攝劇集。同年8月於西藏拉薩拍攝電影《駐藏大臣》時因高山反應嚴重需要停工回港治療及休息。現時主力在中國內地接拍影視作品。

## 電視劇（無綫電視）
| 劇名                   | 角色              | 性質                                      |
| 1990年                 |                   |                                           |
| 人在邊緣               | 葉芷玲 （Elaine） | 三大女主角之一                            |
| 1991年                 |                   |                                           |
| 幹探群英               | 朱玉芬（Grace）   | 單元女主角                                |
| 卡拉屋企               | 梅艳芳            | 客串                                      |
| 1992年                 |                   |                                           |
| 巨人                   | 洪芷晴            | 兩大女主角之一                            |
| 1993年                 |                   |                                           |
| 智勇雙妹嘜（電視電影） |                   | 兩大女主角之一                            |
| 龍兄鼠弟               | 林凱棉            | 兩大女主角之一                            |
| 1995年                 |                   |                                           |
| 江湖戀曲（電視電影）   | 方敏兒            | 第一女主角                                |
| 1996年                 |                   |                                           |
| 廉政行動1996           | 黃若菁            | 單元女主角                                |
| 殺之戀（電視電影）     | 儀                | 第一女主角                                |
| 殲滅行動（電視電影）   | 施潔怡            | 第一女主角                                |
| 1997年                 |                   |                                           |
| 皇家反千組             | 陳維琛            | 第一女主角                                |
| 刑事偵緝檔案III        | 柏恩桐            | 第二女主角                                |
| 美味天王               | Fanny             | 客串                                      |
| 廉政追緝令             | 葉幗英（Fion）    | 兩大女主角之一                            |
| 1999年                 |                   |                                           |
| 衝上人間               | 文少英（DaDa）    | 兩大女主角之一                            |
| 2000年                 |                   |                                           |
| 生命有TAKE2            | 譚芷珊（Jacky）   | 兩大女主角之一                            |
| 2001年                 |                   |                                           |
| 小寶與康熙             | 龍兒 太后         | 第三女主角（獲提名TVB我最喜愛的電視角色） |
| 2017年                 |                   |                                           |
| 賭城群英會             | 洛璧琦（十三妹）  | 第二女主角                                |
| 2023年                 |                   |                                           |
| 一舞傾城               | 沙靜霞（沙姐）    | 第一女主角                                |
| 2025年                 |                   |                                           |
| 刑偵12                 | 丁少芸            | 女主角                                    |

## 電視劇（亞洲電視）
| 年份   | 劇名              | 角色           |
| ------ | ----------------- | -------------- |
| 2000年 | 《美麗傳說》      | 舒屏屏（Rita） |
| 2003年 | 《暴風型警》      | 張欣欣         |
| 2005年 | 《美麗傳說2星願》 | 侯嘉瑩         |

## 電視劇（台灣/中國大陸）
| 年份   | 劇名                                 | 角色                         |
| ------ | ------------------------------------ | ---------------------------- |
| 1996年 | 《情定少林寺》                       | 尹玉玲                       |
| 1999年 | 《南國大䅁》                         | 區雁                         |
| 2000年 | 《掃冰者》                           | 董雪                         |
| 2001年 | 《富貴臨門》                         |                              |
| 2001年 | 《新楚留香》                         | 風南雁                       |
| 2003年 | 《水月洞天》                         | 尹天雪                       |
| 2003年 | 《靈鏡傳奇》                         | 尹天雪/淚痕                  |
| 2004年 | 《南北酒王》                         | 采蓮                         |
| 2005年 | 《天下第一》                         | 素心                         |
| 2005年 | 《神鬼八阵图》                       | 拾歡                         |
| 2006年 | 《武當2》                            | 冷月彤                       |
| 2006年 | 《暴雨梨花》                         | 邢曼玲                       |
| 2007年 | 《為你燃燒》                         | 安梅                         |
| 2008年 | 《YEAH》（迷你網劇）                 | SUE （客串兩集，第九及十集） |
| 2014年 | 《微时代》                           | 高琦                         |
| 2015年 | 《金玉瑶》                           | 陳寶怡                       |
| 2016年 | 《一念向北》                         | 傑西卡                       |
| 2018年 | 《冒險王衛斯理：支離人》（網絡劇）   | 衛夫人（客串）               |
| 2020年 | 《我的情敵是自己》（網絡劇）         | 陸瑾                         |
| 2021年 | 《靈域》（網絡劇）                   | 重明（客串）                 |
| 2023年 | 《弓元特攻隊》（網絡劇，2018年拍攝） | 黃玉玲                       |
| 待播   | 《造城者》                           | 常總                         |

## 其他節目/演出
- 1989年 《張學友特輯之我在柏斯的日子 音樂電影》（無綫電視） - 張學友飾 Jacky、陳法蓉飾 Bonnie、吳大維飾 David
- 1990年 《黎明》歌曲《如果這是情》（無綫電視版本） MV女主角
- 2002年 香港電台電視節目 自在過一生之「生死時速」（以時間與生命的關係為主題。攝製隊跟隨陳法蓉前往甕江灣潛水，並拍攝了她整個潛水過程。）
- 2009年 《霧夜謀殺案》舞台劇 女主角（男主角為歐錦棠）
- 2015年 香港電台電視節目 光影我城 III（第三十集） 「《屋簷下》1994年」（第一節「少年十五十六時」），飾Miss曾

## 節目主持/司儀
- 1990年《歡樂今宵》 - 司儀
- 1990年《生力啤香港競飲大賽1990》 - 司儀
- 1990年《萬事發音樂看世界》 - 主持
- 1991年《法律星輝群星會》 - 司儀
- 1994年《K-100》 - 主持
- 1994年《康泰最緊要好玩之西班牙特輯》 -主持
- 1994年《生力男人本色豪情話》 - 主持
- 1995年《三峽狀元爭霸戰》 -外景主持
- 1995年《康泰最緊要好玩之俄羅斯、東歐特輯》 -主持
- 1995年《獅城精英點將錄》 -主持
- 1995年《美妙新旅程之巴黎、羅馬》 -主持
- 1996年《奇程萬里》 -主持
- 1996年《永安旅遊話你知：點解印度咁好玩》 -主持
- 1997年《深夜宣言》 -主持
- 1998年《永安旅遊話你知：點解台灣咁好玩》 -主持
- 1999年《永安旅遊話你知：點解越南咁好玩》 -主持
- 2000年《護苗基金星輝夜》 - 司儀

## 電影
| 年份   | 片名                             | 角色                                   |
| ------ | -------------------------------- | -------------------------------------- |
| 1990年 | 《賭俠》                         | 國際刑警龍九                           |
| 1990年 | 《靚足100分》                    | 女警木蘭花                             |
| 1991年 | 《至尊無上2之永霸天下》          | 仇傑（王傑）前女友                     |
| 1992年 | 《龍騰四海》                     | 沈雪 （鄧光榮女友/老婆）               |
| 1992年 | 《伙頭福星》                     | 元彪經理人                             |
| 1993年 | 《廣東五虎之鐵拳無敵孫中山》     | 阿琳                                   |
| 1993年 | 《千人斬》                       | 巧銀                                   |
| 1997年 | 《猛鬼卡拉OK》                   | Madam徐（Arna）                        |
| 1997年 | 《精裝難兄難弟》                 | 伊秀秋                                 |
| 1997年 | 《高度戒備》                     | 包偉雄（劉青雲）老婆                   |
| 1997年 | 《G4特工》                       | 阿莫（政治部警員/G4警員）              |
| 1998年 | 《愛在娛樂圈的日子》             | 嚴秋 （傳媒機構高層）                  |
| 1998年 | 《戲迷情狂》                     |                                        |
| 1999年 | 《四人幫之錢唔夠洗》             | Frances（重案組警員）                  |
| 1999年 | 《辣椒教室》                     | 劉老師                                 |
| 1999年 | 《北俠歐陽春》（又名：宋朝風月） | 龐娟                                   |
| 1999年 | 《潛龍奪寶》                     | 張小姐                                 |
| 2000年 | 《槍王》                         | 方中信老婆                             |
| 2000年 | 《緣份有Take 2》                 | 帕旭 （朱茵死黨/劉愷威秘書）           |
| 2000年 | 《賭聖3之無名小子》              | Mee                                    |
| 2001年 | 《情陷蘭桂坊》                   | 方心蔚                                 |
| 2008年 | 《大四喜》                       | 三姨太（中國大陸版改為太太）           |
| 2011年 | 《猛男滾死隊》                   | 林娜娜                                 |
| 2017年 | 《曼谷》（又名曼童羅拉）         |                                        |
| 2017年 | 《降魔傳》                       | 皇母 (客串)                            |
| 2019年 | 《童童的風鈴密室》               | 蘇芸                                   |
| 2022年 | 《大话西游：至尊宝》(網絡電影)   | 鐵扇公主                               |
| 待上映 | 《駐藏大臣》                     | 哈門初 （女將軍） （預計2017年初上映） |

## 節目來賓
- 1989《妙論講場》
- 1990《笑星救地球》第2集
- 1990《清潔香港之夜》
- 1990《電視先鋒群星會》
- 1990《為食開心果》第13集
- 1990《生力啤香港競飲大賽1990》
- 1990《十點半港情講趣》第3集
- 1993《卿撫你的心》第12集
- 1993《娛樂俾面派對》第1集
- 1994《江山如此多FUN》第1季 - 電視遊戲節目，第2集
- 1994《開心番埋嚟》 - 電視遊戲節目，第12集
- 1995《運財智叻星》 - 電視遊戲節目，第12集
- 1996《超級無敵獎門人》 - 電視遊戲節目，第10集
- 1996《全港公益智叻星》 - 電視遊戲節目，第6集
- 1996《奧運群星智激鬥》 - 電視遊戲節目，第5集
- 1996《廣告大贏家》 - 電視遊戲節目，第16集
- 1997《世界如此多FUN》 - 電視遊戲節目，第2、7集
- 1997《1997年度香港小姐競選準決賽 》
- 1997《超級無敵獎門人之再戰江湖》 - 電視遊戲節目，第19集
- 1998《電視大贏家》 - 電視遊戲節目，第16集
- 1998《蔡瀾嘆世界》澳洲
- 1999《蔡瀾嘆世界》法國
- 1999《天下無敵獎門人》 - 電視遊戲節目，第25集
- 1999《公益金屋開心SHOW》 - 電視遊戲節目，第5集
- 1999《番禺森美反斗樂園翻天覆地獎門人》 - 電視遊戲節目
- 1999《2000小時迎千禧之光輝紀元出狀元》
- 2000《公益開心百萬SHOW》 - 電視遊戲節目，第5集
- 2002《智在必得》第1輯 - 電視遊戲節目，第80集
- 2007《奧運玩得叻》 - 電視遊戲節目
- 2008《亮相》第1輯 - 電視遊戲節目，第31、32集打氣團
- 2010《志雲飯局》第154集
- 2017《今日VIP》
- 2023 香港電台 第二台《安哥同學會》
- 2023《獎門人I love媽媽感謝祭》

## 外部連結
- 陳法蓉的Facebook專頁
- 陳法蓉的Instagram帳戶
- 陳法蓉的新浪博客
- 陳法蓉的新浪微博
- Monica Chan在互联网电影资料库（IMDb）上的資料（英文）
- 陳法蓉在香港影庫上的簡介
- 陳法蓉在豆瓣上的资料（简体中文）
- 陳法蓉在时光网上的簡介（简体中文）
- 陳法蓉生活留影

| 前任： 李嘉欣 | 香港小姐競選冠軍 1989年 | 繼任： 袁詠儀 |

| 前任： 李嘉欣 | 香港小姐競選友誼小姐 1989年 | 繼任： 翁杏蘭 |